# Magne Furuholmen
Magne 'Mags' Furuholmen (Oslo, 1962. november 1. –) norvég zenész, billentyűs, zene- és dalszerző, vokalista és vizuális művész. Az A-ha együttes billentyűseként ismert, amellyel számos világsikerű dalt készített, és akik több mint 80 millió lemezt adtak el világszerte. Vizuális művészként számos kiállítása volt Európa-szerte, nagyobb munkái közé tartozik Skandinávia legnagyobb kerámiaszobor-kiállítása "Imprints" címmel. 2017-ben a norvég Agder Egyetem díszdoktorává avatták.

## Pályafutása
Oslóban született 1962. november 1-jén Kåre Furuholmen (1940–1969) dzsessztrombitás és Anne-Lise Furuholmen (született 1941) gyermekeként. Egy lánytestvére és két fiú féltestvére van, Line, valamint Thorstein és Trygve Christian. Édesapja egy repülőgép-balesetben hunyt el, amikor Magne még csak 6 éves volt. (Érdekesség, hogy a balesetnek későbbi zenésztársa, Morten Harket is szemtanúja volt.)
Furuholmen első együttese a "Bridges" nevet kapta, melyet Pål Waaktaar gitárossal (az A-ha későbbi harmadik tagjával), valamint Erik Hagelien és Øystein Jevanord dobosokkal, illetve Viggo Bondi basszusgitárossal alapított. Furuholmen billentyűsként és énekesként vett részt az együttesben. Egyetlen albumuk jelent meg, a saját pénzen kiadott Fakkeltog.
1982-ben Furuholmen és Waaktaar találkoztak Morten Harkettel, és a három zenész megalapította az A-ha együttest, amely hamarosan a világ zenei élvonalába került.
2008-ban Apparatjik néven ideiglenesen összeállt a Coldplay basszusgitárosával, Guy Berrymannel, valamint a Mew énekesével, Jonas Bjerre-el.

## Magánélete
1992. augusztus 8-án házasodott össze gimnáziumi szerelmével, Heidi Rydjord-dal Nesøya-i otthonukban. Két gyermekük van, Thomas Vincent (született 1990. április 19-én) és Filip Clements (született 1993. október 2-án).

## Fordítás
- Ez a szócikk részben vagy egészben  a   Magne Furuholmen című angol Wikipédia-szócikk ezen változatának fordításán alapul.  Az eredeti cikk szerkesztőit annak laptörténete sorolja fel. Ez a jelzés csupán a megfogalmazás eredetét és a szerzői jogokat jelzi, nem szolgál a cikkben szereplő információk forrásmegjelöléseként.